# Albefeuille-Lagarde
Albefeuille-Lagarde è un comune francese di 658 abitanti situato nel dipartimento del Tarn e Garonna nella regione dell'Occitania.

## Società

### Evoluzione demografica
Abitanti censiti